# 维德曼–夫兰兹定理
维德曼-夫兰兹定理是德国物理学家古斯塔夫·海因里希·维德曼（Gustav Heinrich Wiedemann）和鲁道夫·夫兰兹（Rudolph Franz）於1853年由大量实验事实发现，它描述了金属电導率σ和热导率ρ之间的关系。
{\displaystyle {\frac {\rho }{\sigma }}=LT}
其中L称为洛伦茨系数，理论上，
{\displaystyle L={\frac {\kappa }{\sigma T}}={\frac {\pi ^{2}}{3}}\left({\frac {k_{B}}{e}}\right)^{2}=2.44\times 10^{-8}\,\mathrm {W\,\Omega \,K^{-2}} .}
L和温度无关。为解释这个现象，考虑一个电子，它携带了一个负电荷{\displaystyle e}，并处在外电场{\displaystyle E}中，那么它受到的力的大小为{\displaystyle eE}。金属的电导率和{\displaystyle e^{2}}成正比。而金属的热容和{\displaystyle k_{B}T}成正比，电子受到了的力和{\displaystyle k_{B}\nabla T}成正比，因此金属的热导率和{\displaystyle k_{B}^{2}T}成正比。综上，{\displaystyle \kappa /(\sigma T)} 和{\displaystyle k_{B}^{2}/e^{2}}成正比。使用玻尔兹曼方程可以证明以上表达式。